# 雷丹
雷丹（法語：Réding，法語發音：[ʁedɛ̃]）是法国摩泽尔省的一个市镇，属于萨尔堡-萨兰堡区。

## 地理
雷丹（48°45'5"N, 7°6'25"E）面积11.61 平方千米，位于法国大東部大區摩泽尔省，该省份为法国东北部内陆省份，是洛林的一部分，西南接默尔特-摩泽尔省，东临下莱茵省，北与卢森堡和德国接壤。
与雷丹接壤的市镇（或旧市镇、城区）包括：布鲁维莱尔、比勒洛林、伊尔伯赛姆、奥马尔坦、尼代尔维莱尔、萨拉尔特罗夫、萨尔堡、旧利克赛姆。

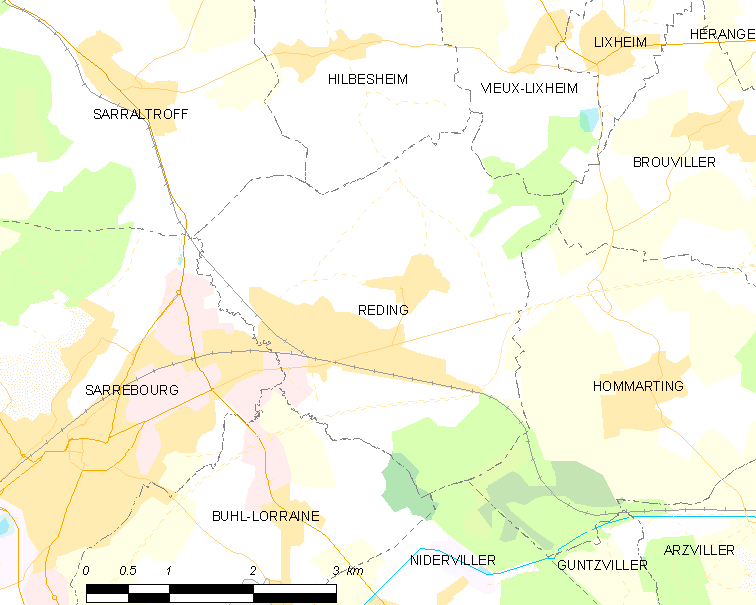
雷丹的OSM定位图

雷丹的时区为UTC+01:00、UTC+02:00（夏令时）。

## 行政
雷丹的邮政编码为57445，INSEE市镇编码为57566。

## 政治
雷丹所属的省级选区为萨尔堡县。

## 人口

1962-2008年间雷丹人口变化图示

雷丹于2022年1月1日时的人口数量为2307人。